# کوچک ۲۲۵۸۹
سیارک ۲۲۵۸۹ (به انگلیسی: 22589 Minor، نامگذاری:1998HY100) بیست و دو هزار و پانصد و هشتاد و نهمین سیارک کشف شده‌است که در ۲۱ آوریل ۱۹۹۸ کشف شد.
قدر مطلق سیارک برابر ۱۳.۵ است.